# جوش ماغيري
جوش ماغيري (بالإنجليزية: Josh Maguire)‏ (22 سبتمبر 1980 بسيدني في أستراليا - ) هو لاعب كرة قدم أسترالي في مركز الوسط. لعب مع تشارلزتاون بلوز ونادي هوشي منه سيتي ونيوكاسل يونايتد جتس ويونيفرسيتاتيا كرايوفا وPersebaya Surabaya ‏ وPSPS Pekanbaru ‏ وSemarang United F.C. ‏ ونادي بلاكتاون سيتي وLampung Sakti F.C. ‏ وNew Zealand Knights FC ‏.

## وصلات خارجية
- جوش ماغيري على موقع قاعدة بيانات كرة القدم.إي يو (الإنجليزية)
- جوش ماغيري على موقع Soccerway.com (الإنجليزية)